# 前田孝昌
前田 孝昌（まえだ たかまさ、享保8年10月10日（1723年11月7日） - 安永6年9月16日（1777年10月16日））は、加賀藩年寄。加賀八家前田対馬守家第9代当主。
父は加賀藩年寄前田孝資。弟は今枝直郷、村井長穹。子は前田孝友。通称与十郎、大炊。官位は従五位下、駿河守。

## 生涯
享保8年（1723年）、孝資の子として生まれる。宝暦3年（1753年）、父の死去により6月4日、家督と1万8500石の知行を相続する。年寄として藩主前田重教、治脩に仕え、人持組頭、城方御用、御法事奉行などを歴任する。
宝暦3年（1753年）、藩主前田重靖の家督相続の御礼言上の際に、江戸城で将軍徳川家重に拝謁する。宝暦5年（1755年）従五位下駿河守に叙任。宝暦13年（1763年）初代藩主前田利長の百五十回忌法要の御法事奉行を務める。
明和6年（1766年）、嫡男与十郎孝友が藩主重教の娘邦姫と婚約する。明和9年（1772年）、前田利長正室・玉泉院の百五十回忌法要で藩主名代を務める。安永6年（1777年）9月16日没、55歳。戒名は永徳院前駿州刺史従五位下実翁源大居士。家督は嫡男孝友が相続した。